# Halowe Mistrzostwa Europy w Lekkoatletyce 1985 – bieg na 60 m przez płotki mężczyzn
Bieg na 60 metrów przez płotki mężczyzn – jedna z konkurencji biegowych rozgrywanych podczas halowych lekkoatletycznych mistrzostw Europy w  hali Stadion Pokoju i Przyjaźni w Pireusie. Eliminacje, półfinały i bieg finałowy zostały rozegrane 3 marca 1985. Zwyciężył reprezentant Węgier György Bakos. Tytułu zdobytego na poprzednich mistrzostwach nie obronił Romuald Giegiel z Polski, który tym razem odpadł w półfinale.

## Rezultaty

### Eliminacje
Rozegrano 4 biegi eliminacyjne, do których przystąpiło 23 biegaczy. Awans do półfinałów dawało zajęcie jednego z pierwszych dwóch miejsc w swoim biegu (Q). Skład półfinałów uzupełniło czterech zawodników z najlepszym czasem wśród przegranych (q).
Opracowano na podstawie materiału źródłowego.
Bieg 1
| Miejsce | Zawodnik          | Czas | Uwagi |
| ------- | ----------------- | ---- | ----- |
| 1       | Jiří Hudec        | 7,77 | Q     |
| 2       | Nigel Walker      | 7,78 | Q     |
| 3       | Igors Kazanovs    | 7,86 | q     |
| 4       | Luigi Bertocchi   | 7,90 |       |
| 5       | Philippe Aubert   | 8,01 |       |
| 6       | Petter Hesselberg | 8,07 |       |

Bieg 2
| Miejsce | Zawodnik            | Czas | Uwagi |
| ------- | ------------------- | ---- | ----- |
| 1       | György Bakos        | 7,71 | Q     |
| 2       | Jonathan Ridgeon    | 7,75 | Q     |
| 3       | Wiaczesław Ustinow  | 7,75 | q     |
| 4       | Aleš Höffer         | 7,90 |       |
| 5       | Franciszek Jóźwicki | 7,95 |       |
| 6       | João Lima           | 8,08 |       |

Bieg 3
| Miejsce | Zawodnik        | Czas | Uwagi |
| ------- | --------------- | ---- | ----- |
| 1       | Javier Moracho  | 7,84 | Q     |
| 2       | Romuald Giegiel | 7,87 | Q     |
| 3       | Colin Jackson   | 7,88 | q     |
| 4       | Béla Bodó       | 7,92 |       |
| 5       | Gianni Tozzi    | 7,95 |       |
| 6       | Ulf Söderman    | 8,04 |       |

Bieg 4
| Miejsce | Zawodnik           | Czas | Uwagi |
| ------- | ------------------ | ---- | ----- |
| 1       | Holger Pohland     | 7,72 | Q     |
| 2       | Daniele Fontecchio | 7,76 | Q     |
| 3       | Carlos Sala        | 7,76 | q     |
| 4       | Krzysztof Płatek   | 7,97 |       |
| –       | Jeorjos Tsiantas   | DNF  |       |

### Półfinały
Rozegrano 2 biegi półfinałowe, w których wystartowało 12 biegaczy. Awans do finału dawało zajęcie jednego z trzech pierwszych miejsc w swoim biegu (Q).
Opracowano na podstawie materiału źródłowego.
Bieg 1
| Miejsce | Zawodnik           | Czas | Uwagi |
| ------- | ------------------ | ---- | ----- |
| 1       | György Bakos       | 7,66 | Q     |
| 2       | Wiaczesław Ustinow | 7,70 | Q     |
| 3       | Nigel Walker       | 7,71 | Q     |
| 4       | Carlos Sala        | 7,73 |       |
| 5       | Colin Jackson      | 7,85 |       |
| 6       | Romuald Giegiel    | 7,91 |       |

Bieg 2
| Miejsce | Zawodnik           | Czas | Uwagi |
| ------- | ------------------ | ---- | ----- |
| 1       | Jiří Hudec         | 7,64 | Q     |
| 2       | Jonathan Ridgeon   | 7,68 | Q     |
| 3       | Daniele Fontecchio | 7,70 | Q     |
| 4       | Javier Moracho     | 7,75 |       |
| 5       | Igors Kazanovs     | 7,75 |       |
| –       | Holger Pohland     | 7,88 |       |

### Finał
Opracowano na podstawie materiału źródłowego.
| Miejsce | Zawodnik           | Czas | Uwagi |
| ------- | ------------------ | ---- | ----- |
| 1       | György Bakos       | 7,60 | NR    |
| 2       | Jiří Hudec         | 7,68 |       |
| 3       | Wiaczesław Ustinow | 7,70 |       |
| 4       | Daniele Fontecchio | 7,72 |       |
| 5       | Nigel Walker       | 7,72 |       |
| 6       | Jonathan Ridgeon   | 7,77 |       |